# Ulica Adama Mickiewicza w Kijowie
Ulica Adama Mickiewicza — ulica w rejonie sołomiańskim w Kijowie na osiedlu Perszotrawniewyj. Biegnie od Bulwaru Czokoliwskiego do ulicy Dżochara Dudajewa. Łączy się z ulicą Iwana Switłycznego. 

## Historia
Ulica powstała w drugiej połowie lat 50. XX wieku pod nazwą ul. Zdwizka (według innych źródeł — ul. Wozdwiżeńska). Od 1961 roku nosi nazwę na cześć polskiego poety, działacza politycznego, publicysty, tłumacza – Adama Mickiewicza.